# Момин-Сбор
Момин-Сбор (болг. Момин сбор) — село в Болгарии. Находится в Великотырновской области, входит в общину Велико-Тырново. Население составляет 173 человека (на 15 июня 2020).

## Политическая ситуация
Момин-Сбор подчиняется непосредственно общине и не имеет своего кмета.
Кмет (мэр) общины Велико-Тырново — Даниел Панов (ГЕРБ) по результатам выборов в правление общины.